# Richmond, Petersham and Ham Open Spaces Act 1902
Der Richmond, Petersham and Ham Open Spaces Act 1902 ist ein Gesetz des britischen Parlaments, das beschlossen wurde, um den Blick vom Richmond Hill in London, England zu schützen.
Die Ham und Petersham Commons und einige Wiesen mit ihren herrschaftlichen Rechten wurden der Richmond Corporation zu Gunsten der Allgemeinheit übertragen. Die Allmenderechte wurden durch dieses Gesetz abgeschafft. Das Flussufer der Themse von Petersham bis Kingston wurde der Richmond Corporation und dem Surrey County Council in zwei Abschnitten zum allgemeinen Wohlergehen für immer übertragen.
Ein ursprüngliches Gesetz, das The Petersham and Ham Lands Footpaths Bill, wurde 1896 von Lord Dysart vorgelegt und sah die Einzäunung von 71 Hektar Allmende vor. Das Gesetz wurde mit 262 Stimmen zu 118 Stimmen abgelehnt, da man es als eine Verletzung des Metropolitan Commons Acts 1866 to 1878 ansah.
Das Gesetz führte dazu aus, dass eine Anfrage beim Landwirtschaftsministerium 1896 ergeben hätte, dass das Gesetz hier nicht anzuwenden sei.
Ein paar Jahre später passierte das Richmond Hill (Preservation of View) Bill die Parlamentsausschüsse. Es enthielt dieselben Vorschläge wie der frühere Gesetzesvorschlag, legte jedoch etwas mehr Betonung auf die Erhaltung des Blicks vom Richmond Hill. Das Gesetz wurde jedoch im House of Commons abgelehnt.
Der Richmond, Petersham and Ham Open Spaces Act trat dann am 18. November 1902 in Kraft.
Es wurde vorgeschlagen, das Gesetz nach Absatz 20 des Greater London Council (General Powers) Act 1982 zu ändern.